# Marco De Gregorio
Marco De Gregorio (Resina, 12 marzo 1829 – Resina, 16 febbraio 1876) è stato un pittore italiano.

## Biografia
Frequentò l'Accademia di Belle Arti di Napoli, seguendo i corsi di pittura del maestro Camillo Guerra.
Nel 1858 ospitò il pittore paesaggista Federico Rossano nella sua dimora di Portici. A partire dal 1863 i due amici pittori, assieme al giovane pugliese Giuseppe De Nittis e al toscano Adriano Cecioni, dettero vita al movimento artistico detto Scuola di Resìna, al quale si unirono vari artisti, tra i quali Raffaele Belliazzi, Alceste Campriani, Antonino Leto ed Edoardo Dalbono.
I motivi della pittura della Scuola di Resìna erano analoghi a quelli della scuola toscana di Pergentina, cui appartenevano Raffaello Sernesi, Giuseppe Abbati e Silvestro Legaː rapporto tonale dei colori, amore per il paesaggio reale, limpidezza compositiva, un tocco di sentimentalismo, ovvero di intimismo. La finezza cromatica dei pittori della Scuola di Resìna si distingueva dal cromatismo sgargiate, cui era approdata gran parte della Scuola di Posillipo.
Le opere più celebri di Marco De Gregorio, da lui realizzate negli anni sessanta e settanta dell'Ottocento, sono Veduta di Porta Grande e Veduta di Casacalenda (entrambe esposte al Museo Nazionale di Capodimonte di Napoli), Mercato arabo alla Galleria dell'Accademia (Napoli), Capri alla Galleria d'arte moderna di Firenze.
Nel 1872 il pittore campano si recò a Firenze, per stringere maggiori rapporti con i Macchiaioli, precedentemente conosciuti attraverso Adriano Cecioni. La sua pittura si distingueva per una visione sobria e severa, quasi arcaica.
Altre sue opere sono custodite a Napoli, nel Museo di San Martino.